# Niche (økonomi)
 For alternative betydninger, se Niche. (Se også artikler, som begynder med Niche)
Niche inden for økonomi er et markedssegment, afgrænset af produktionsforhold eller afsætningsvilkår. Nichen gør det muligt for nogle få, specialiserede virksomheder at eksistere under ellers umulige konkurrencevilkår. Eksempelvis er produktion af  akvarieplanter en nicheproduktion ligesom levering af økologiske grønsager og kolonialvarer er en nicheafsætning.
| Økonomi | Spire Denne artikel om økonomi er en spire som bør udbygges. Du er velkommen til at hjælpe Wikipedia ved at udvide den. |